# Jorge Martínez (ur. 1973)
Jorge Daniel Martínez (ur. 20 czerwca 1973 w Montecarlo) – argentyński piłkarz, grający podczas kariery na pozycji obrońcy.

## Kariera klubowa
Jorge Daniel Martínez rozpoczął karierę w klubie Deportivo Mandiyú w 1993. W lidze argentyńskiej zadebiutował 12 września 1993 w wygranym 3-1 meczu z Newell's Old Boys Rosario. W latach 1995–1998 byłm zawodnikiem Independiente. Sezon 1998-1999 spędził w River Plate, z którego wyjechał do hiszpańskiego Realu Saragossa. Sezon w Realu był zupełnie nieudany, gdyż Martínez rozegrał 6 minut w lidze hiszpańskiej w wygranym 4-0 meczu Realem Oviedo 29 sierpnia 1999.
Po powrocie do Argentyny został ponownie zawodnikiem Independiente. W sezonie 2001/02 występował w Boca Juniors. Kolejne dwa lata był zawodnikiem Colóna Santa Fe, by potem po raz trzeci zostać zawodnikiem Independiente. W latach 2005–2006 był zawodnikiem Olimpo Bahía Blanca, a po jego spadku z ekstraklasy został zawodnikiem Nueva Chicago Buenos Aires. W 2007 powrócił do Olimpo, z którym w 2008 po raz drugi raz spadł z pierwszej ligi. Piłkarską karierę Martínez zakończył w 2010 w drugoligowym CA Platense.
| Sezon     | Klub                       | Kraj      | Rozgrywki          | Mecze | Bramki |
| --------- | -------------------------- | --------- | ------------------ | ----- | ------ |
| 1993/94   | Deportivo Mandiyú          | Argentyna | Primera División   | 14    | 0      |
| 1994/95   | Deportivo Mandiyú          | Argentyna | Primera División   | 34    | 1      |
| 1995/96   | Independiente Avellaneda   | Argentyna | Primera División   | 25    | 2      |
| 1996/97   | Independiente Avellaneda   | Argentyna | Primera División   | 34    | 4      |
| 1997/98   | Independiente Avellaneda   | Argentyna | Primera División   | 22    | 2      |
| 1998/99   | River Plate                | Argentyna | Primera División   | 17    | 0      |
| 1999/2000 | Real Saragossa             | Hiszpania | Primera División   | 1     | 0      |
| 1999/2000 | Independiente Avellaneda   | Argentyna | Primera División   | 12    | 1      |
| 2000/01   | Independiente Avellaneda   | Argentyna | Primera División   | 34    | 1      |
| 2001/02   | Boca Juniors               | Argentyna | Primera División   | 19    | 2      |
| 2002/03   | CA Colón                   | Argentyna | Primera División   | 31    | 2      |
| 2003/04   | CA Colón                   | Argentyna | Primera División   | 35    | 2      |
| 2004/05   | Independiente Avellaneda   | Argentyna | Primera División   | 34    | 0      |
| 2005/06   | Olimpo Bahía Blanca        | Argentyna | Primera División   | 34    | 0      |
| 2006/07   | Nueva Chicago Buenos Aires | Argentyna | Primera División   | 34    | 2      |
| 2007/08   | Olimpo Bahía Blanca        | Argentyna | Primera División   | 22    | 0      |
| 2008/09   | Olimpo Bahía Blanca        | Argentyna | Primera B Nacional | 22    | 0      |
| 2009/10   | CA Platense                | Argentyna | Primera B Nacional | 16    | 0      |

## Kariera reprezentacyjna
W reprezentacji Argentyny Martínez zadebiutował 11 czerwca 1997 w zremisowanym 0-0 meczu z Ekwadorem podczas Copa América. Na tym turnieju wystąpił w trzech meczach z Ekwadorem, Chile i ćwierćfinałowym z Peru, w który był jego ostatnim meczem w reprezentacji. Ogółem w barwach albicelestes wystąpił w 3 meczach.
| Mecze i gole w reprezentacji | Mecze i gole w reprezentacji | Mecze i gole w reprezentacji | Mecze i gole w reprezentacji | Mecze i gole w reprezentacji | Mecze i gole w reprezentacji | Mecze i gole w reprezentacji |
| #                            | Data                         | Miasto                       | Przeciwnik                   | Gol                          | Wynik                        | Rozgrywki                    |
| ---------------------------- | ---------------------------- | ---------------------------- | ---------------------------- | ---------------------------- | ---------------------------- | ---------------------------- |
| 1.                           | 11.06.1997                   | Cochabamba                   | Ekwador                      |                              | 0:0                          | Copa América                 |
| 2.                           | 14.06.1997                   | Cochabamba                   | Chile                        |                              | 2:0                          | Copa América                 |
| 3.                           | 21.06.1997                   | Sucre                        | Peru                         |                              | 1:2                          | Copa América                 |